# 細川行芬
細川 行芬（ほそかわ ゆきか）は、江戸時代後期の大名。肥後国宇土藩9代藩主。官位は従五位下・中務大輔、豊前守、左衛門尉。

## 生涯
文化7年（1811年）、7代藩主・細川立之の次男として誕生した。幼名は熊之丞、初名として之寿（ゆきひさ）を名乗っていたが、のちに初代藩主行孝の偏諱を取って行芬に改名した。
文政9年（1826年）4月4日、宇土藩主だった兄の立政（改名して斉護）が宗家の熊本藩を相続するのに伴い、宇土細川家家督を相続する。文政10年（1827年）10月1日、11代将軍・徳川家斉に拝謁する。同年12月16日、従五位下・中務少輔に叙任する。嘉永4年（1851年）5月24日隠居し、次男の立則に家督を譲った。
明治3年（1870年）4月7日、明治天皇に拝謁する。明治9年（1876年）5月10日に死去した。享年67。

## 系譜
子女は11男10女
父母
- 細川立之（実父）
- 栄昌院、富 - 土井利厚の娘（実母）
- 細川立政（養父）

正室
- 毛利高翰の娘

子女
- 細川立穀[1]（長男）
- 細川立則（次男）生母は正室
- 織田信敬（三男） - 織田信貞の養子。
- 細川行真（五男）
- 小笠原寿長（九男） - 小笠原貞哲五女・小笠原愛子の婿。
- 本庄寿巨（十男） - 本庄道美五女・本庄久米の婿。
- 之寿 - 細川興貫正室
- 稲子 - 細川興増室、後に板倉勝達継室
- 山崎治正継室
- 千枝子 - 吉井信謹室